# Пульт управления АСУ ТП

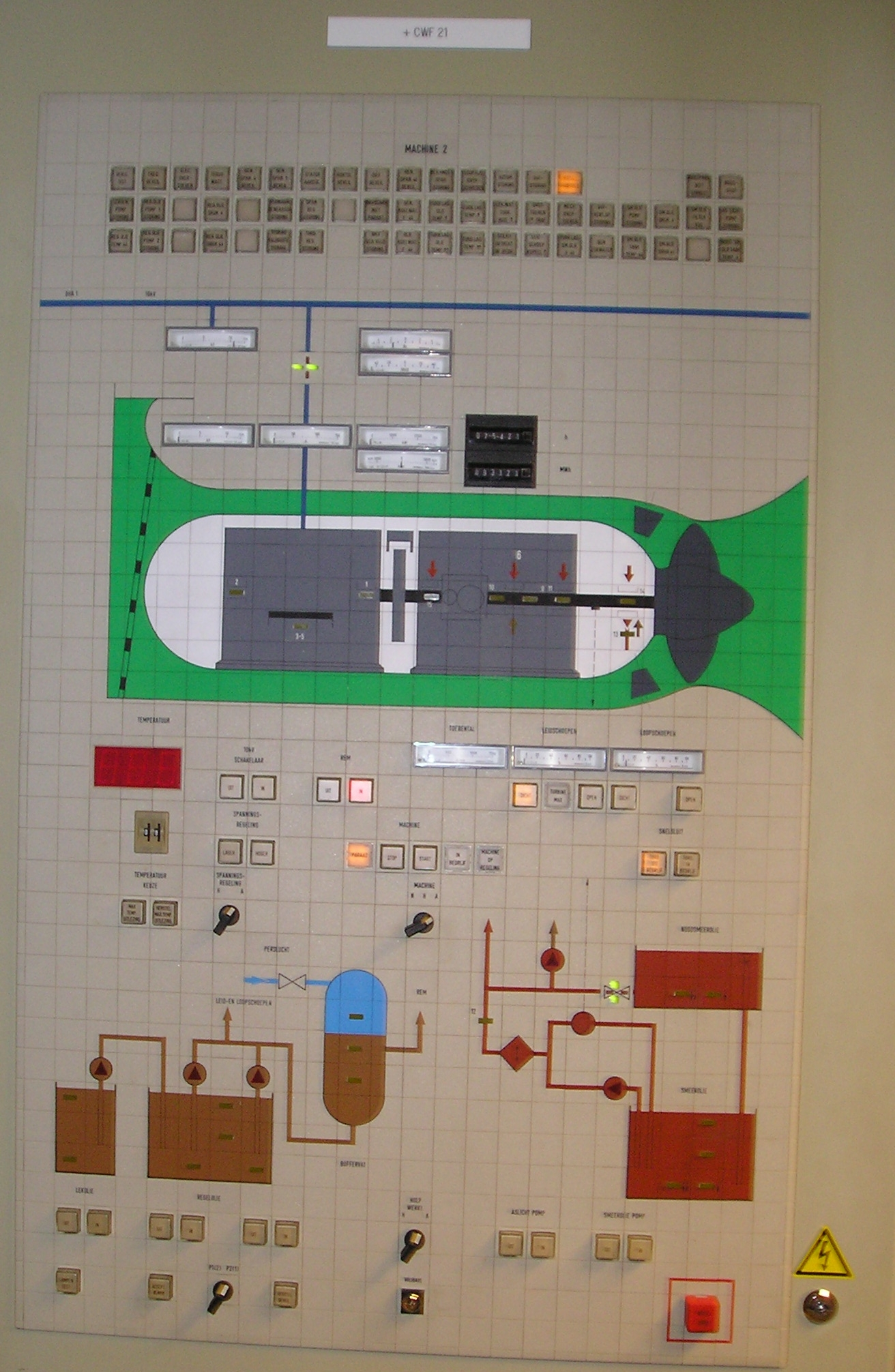

Пульт управления АСУ ТП  (Автоматизированных систем управления технологическими процессами), комплекс технических и программных средств, предназначенный для операторского контроля технологического процесса на предприятиях, имеющих АСУ ТП. Предоставляет оператору средства наблюдения за технологическим процессом и возможность вмешательства в этот процесс. Дополнительно осуществляет функции регистрации и протоколирования данных технологического процесса, автоматической связи с автоматизированной системой управления предприятием, телефонной и радио связи с руководством предприятия и аварийно-спасательными службами. Современные пульты управления обычно реализуются с широким применением средств вычислительный техники, типовых средств человеко-машинного интерфейса, таких как операторские панели и мониторы ПК, связанных через единую промышленную сеть с технологическим оборудованием. Пульт может обеспечивать работу как одного, так и нескольких операторов. Наряду с средствами вычислительной техники в состав пультов обычно включаются отдельные органы управления (кнопки, рычаги) и индикаторы на основе ламп, которые применяются для дублирования управления с использованием средств вычислительной техники.